# 雌烷
雌烷或称为雌甾烷（英語：Estrane）是一种18个C原子的腺甾烷衍生物，是一系列雌激素甾体物质的母核，和甾烷比多了一个13β位置的甲基。

5α-雌烷
5β-雌烷

## 衍生物
雌烯（Estrene）是雌烷的带有一个雙鍵的一类衍生物，例子有19-去甲睾酮。
雌三烯（Estratriene）特别是带有芳香性的雌-1,3,5(10)-三烯（estra-1,3,5(10)-triene，estrin）是主要的雌激素母核：如雌酮（E1）、雌二醇（E2）、雌三醇（E3）等。